# Phaius gratus
Phaius gratus är en orkidéart som beskrevs av Carl Ludwig von Blume. Phaius gratus ingår i släktet Phaius och familjen orkidéer. Inga underarter finns listade i Catalogue of Life.